# 亚当·费德里奇
亚当·费德里奇（英語：Adam Jay Federici，1985年1月31日—）是一名澳洲足球運動員，擔任守門員。現效力於澳職球隊麥克阿瑟，亦曾入選澳洲國家隊。

## 生平

### 球會生涯
費達歷斯年僅17歲已離開澳洲到英格蘭闖蕩，先後在狼隊、及試訓。於2005年9月以非合約形式加盟雷丁。2006年夏季獲雷丁提供職業合約，於8月29日獲外借到，未有上陣機會而於10月27日被召回隊。2007年3月12日費達歷斯與雷丁簽約兩年到2008/09年球季末。
2008/09球季季初，費達歷斯在聯賽未能爭得正選之位，只能在聯賽盃的頭兩圈賽事上陣。9月25日，費達歷斯獲外借到修安聯1個月，其後續借多1個月，期間為修安聯上陣10場。返回雷丁後費達歷斯續約到2011年。
2014/15球季結束後，費達歷斯與雷丁的合約屆滿，未有再續約，以自由身離開這支效力了十年的球會。2015年5月27日，剛由英冠升上英超的新科升班馬般尼茅夫宣佈免費簽入費達歷斯，在2015/16球季將能再次於頂級聯賽作戰。

### 國家隊
2008年夏季的北京奧運會，費達歷斯入選澳洲國家隊參與賽事，唯澳洲隊於小組賽中僅得1和2負成績，以第三名出局。

## 榮譽
雷丁
- 英格蘭足球冠軍聯賽 冠軍：2011/12年；

## 外部連結
- FFA - Socceroo profile
- 足球数据库：费德里奇的球员统计数据